# Lista de campeãs do carnaval de Bragança Paulista
Esta é uma lista de escolas de samba campeãs do Carnaval de Bragança Paulista.

## Grupo Especial
| Ano                            | Campeã                      | Ref.              |
| ------------------------------ | --------------------------- | ----------------- |
| 1972                           | Nove de Julho               | [ 1 ]             |
| 1973                           | Unidos do Lavapés           | [ 1 ]             |
| 1974                           | Nove de Julho               | [ 1 ]             |
| 1975                           | Nove de Julho               | [ 1 ]             |
| 1976                           | Unidos do Lavapés           | [ 1 ]             |
| 1977                           | Unidos do Lavapés           | [ 1 ]             |
| 1978                           | Nove de Julho               | [ 1 ]             |
| 1979                           | Acadêmicos da Vila          | [ 1 ]             |
| 1980                           | Nove de Julho               | [ 1 ]             |
| 1981                           | Nove de Julho               | [ 1 ]             |
| Não ocorreu avaliação em 1982. |                             |                   |
| 1983                           | Acadêmicos da Vila          | [ 1 ]             |
| 1984                           | Unidos do Lavapés           | [ 1 ]             |
| 1985                           | Unidos do Lavapés           | [ 1 ]             |
| 1986                           | Nove de Julho               | [ 1 ]             |
| 1987                           | Nove de Julho               | [ 1 ]             |
| 1988                           | Acadêmicos da Vila          | [ 1 ]             |
| 1989                           | Acadêmicos da Vila          | [ 1 ]             |
| 1990                           | Unidos do Lavapés           | [ 1 ]             |
| 1991                           | Acadêmicos da Vila          | [ 1 ]             |
| 1992                           | Acadêmicos da Vila          | [ 1 ]             |
| 1993                           | Unidos do Lavapés           | [ 1 ]             |
| 1994                           | Nove de Julho               | [ 1 ]             |
| 1995                           | Nove de Julho               | [ 1 ]             |
| 1996                           | Acadêmicos da Vila          | [ 1 ]             |
| Não ocorreu avaliação em 1997. |                             |                   |
| 1998                           | Acadêmicos da Vila          | [ 1 ]             |
| 1999                           | Acadêmicos da Vila          | [ 1 ]             |
| 2000                           | Acadêmicos da Vila          | [ 1 ]             |
| 2001                           | Dragão Imperial             | [ 1 ]             |
| 2002                           | Acadêmicos da Vila          | [ 1 ]             |
| 2003                           | Dragão Imperial             | [ 1 ]             |
| 2004                           | Acadêmicos da Vila          | [ 1 ]             |
| 2004                           | Dragão Imperial             | [ 1 ]             |
| 2005                           | Acadêmicos da Vila          | [ 1 ]             |
| 2006                           | Dragão Imperial             | [ 2 ] [ 3 ]       |
| 2007                           | Dragão Imperial             | [ 2 ] [ 4 ]       |
| 2008                           | Dragão Imperial             | [ 2 ] [ 5 ]       |
| 2009                           | Dragão Imperial             | [ 2 ]             |
| 2010                           | Acadêmicos da Vila          | [ 1 ]             |
| 2011                           | Nove de Julho               | [ 2 ]             |
| 2012                           | Nove de Julho               | [ 2 ] [ 6 ]       |
| 2013                           | Nove de Julho               | [ 2 ] [ 7 ] [ 8 ] |
| 2014                           | Nove de Julho               | [ 2 ] [ 9 ]       |
| 2015                           | Acadêmicos da Vila          | [ 10 ] [ 11 ]     |
| 2016                           | Nove de Julho               | [ 2 ]             |
| 2016                           | Dragão Imperial             | [ 2 ]             |
| 2017                           | Dragão Imperial             | [ 12 ]            |
| 2018                           | Dragão Imperial             | [ 13 ]            |
| 2019                           | Nove de Julho               | [ 14 ]            |
| 2020                           | Nove de Julho               |                   |
| 2021 2022                      | Não houve desfiles Pandemia |                   |
| 2023                           | Nove de Julho               |                   |
| 2024                           | Acadêmicos da Vila          |                   |
| 2025                           | Dragão Imperial             | [ 15 ]            |

## Títulos por escola
| Nº | Escola             | Total |
| -- | ------------------ | ----- |
| 1º | Nove de Julho      | 18    |
| 2º | Acadêmicos da Vila | 16    |
| 3º | Dragão Imperial    | 11    |
| 4º | Unidos do Lavapés  | 07    |

## Grupo de Acesso
| Ano  | Campeã                  | Ref.          |
| ---- | ----------------------- | ------------- |
| 2000 | Sociedade Fraternidade  |               |
| 2001 | Caprichosos             |               |
| 2002 | Sociedade Fraternidade  |               |
| 2003 | Unidos do Lavapés       |               |
| 2004 | Sociedade Fraternidade  |               |
| 2005 | Unidos de Águas Claras  |               |
| 2006 | Império Jovem           | [ 3 ]         |
| 2007 | Sociedade Fraternidade  | [ 4 ]         |
| 2008 | Unidos do Lavapés       | [ 5 ]         |
| 2009 | Império Jovem           |               |
| 2010 | Unidos do Lavapés       |               |
| 2011 | Sociedade Fraternidade  |               |
| 2012 | Unidos do Lavapés       | [ 6 ]         |
| 2013 | Unidos de Águas Claras  | [ 8 ]         |
| 2014 | Sociedade Fraternidade  | [ 9 ]         |
| 2015 | Unidos de Águas Claras  | [ 10 ] [ 11 ] |
| 2017 | Sociedade Fraternidade  | [ 12 ]        |
| 2018 | Império Jovem           | [ 13 ]        |
| 2019 | Mocidade Júlio Mesquita | [ 16 ]        |

## Grupo de Acesso 2
| Ano  | Campeã          | Vice-campeã      | Ref.  |
| ---- | --------------- | ---------------- | ----- |
| 2008 | Gaviões de Ouro | Unidos do Parque | [ 5 ] |